# Luke Moore

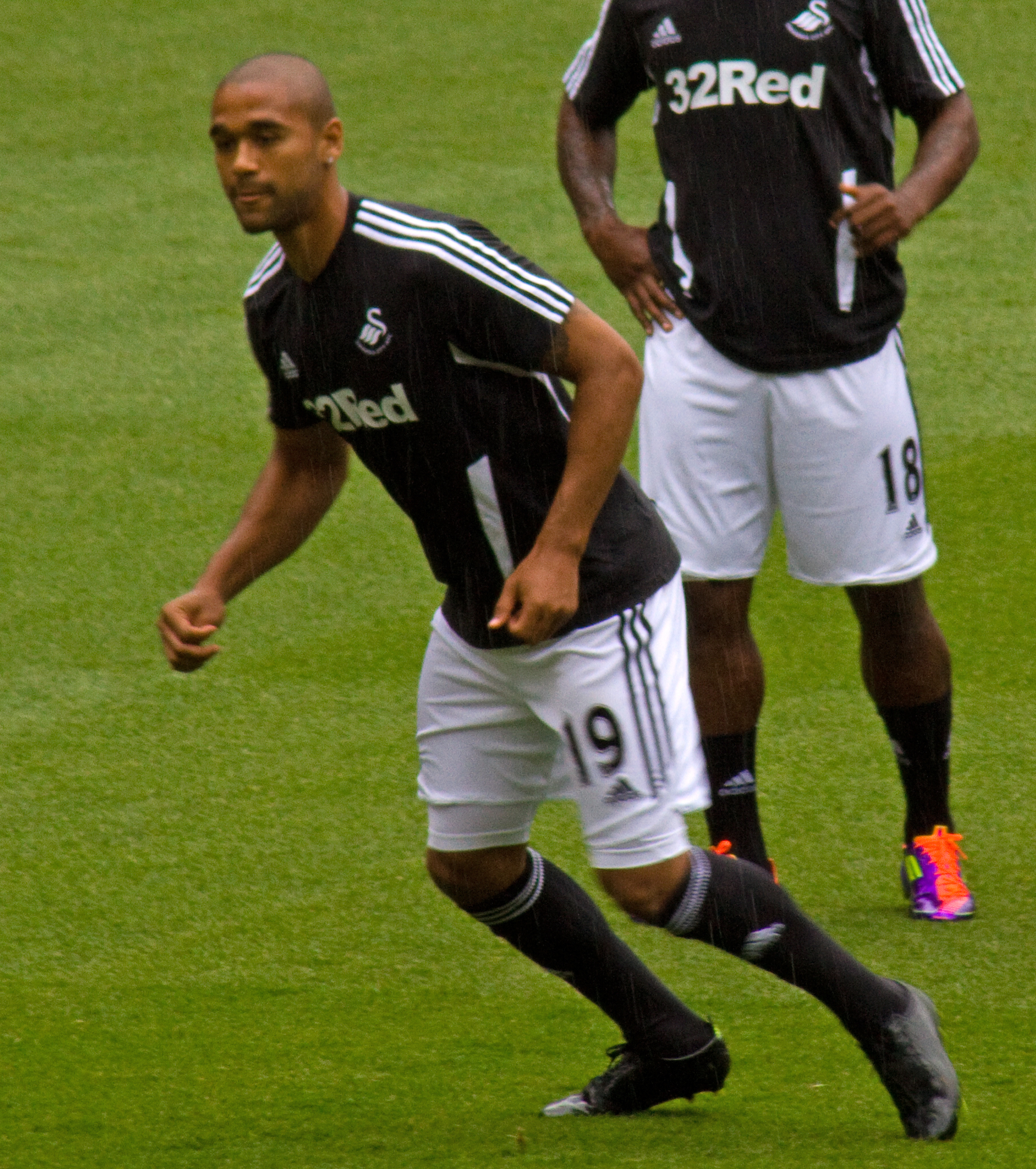
Luke Moore.

Luke Moore, född den 13 februari 1986 i Birmingham, är en engelsk fotbollsspelare (anfallare) som spelar för Toronto FC i Major League Soccer (MLS).
Moore startade sin proffskarriär 2003 för Aston Villa. 2003 var han även utlånad till Wycombe, där han gjorde sex matcher och fyra mål. Hans första A-lagsmål för Aston Villa kom mot Middlesbrough den 5 mars 2005. Aston Villa vann den matchen med 2-0.